# Manzanares (José María Dolls Abellán)
Pour les articles homonymes, voir Manzanares et Abellán.
José María Dols Abellán dit « Manzanares », né à Alicante (Espagne) le 14 avril 1953 et mort le 28 octobre 2014 à Cáceres (Espagne), est un matador espagnol.

## Présentation
Fils d’un banderillero, « Manzanares » est une des figuras indiscutable du toreo de la fin du XXe siècle. En 1978 et en 1984 il a occupé la première place à l'escalafón. 
Il débute très tôt dans la profession. À dix-sept ans, il se présente en novillada piquée à Benidorm. On lui prédit une carrière dorée, mais très vite le jeune prodige déçoit ses admirateurs par son « aboulie ». Il faudra attendre l'arrivée de Paco Ojeda pour que le matador d'Alicante, piqué au vif, relève le défi, et redevienne le torero magnifique qu’on avait deviné à ses débuts. Séville qui l'a longtemps boudé, et Madrid qui ne lui pardonnait pas son apathie, le reconnaissent comme « figure », titre que la profession lui avait déjà décerné en le surnommant « le torero des toreros ».
Manzanares était un torero classique et élégant, d'une très grande technique, excellent au capote et profond à la muleta, ce qui lui a valu de très nombreux admirateurs. Il aurait pu sans doute être l'un des plus grands matadors du siècle s'il n'avait fait preuve d'une grande indolence qui lui fit connaître aussi de nombreux insuccès. Mais à un journaliste qui lui reprochait ce trait de son caractère, il répondit « Si je n'avais pas été indolent, je n'aurais pas été Manzanares ».
Il est le père de deux grands toreros : le rejoneador Manuel Manzanares et le matador José María Manzanares.

## Le personnage
À dix-huit ans, lors de son alternative, Manzanares a reçu deux oreilles et la queue du taureau Rayito de l'élevage d'Atanasio Fernández. Il est sorti par la grande porte avec son parrain Luis Miguel Dominguín, qui avait coupé, lui aussi quatre oreilles et une queue. Surnommé par Jacques Durand le «torero de soie» et par Pierre Albaladejo « torero de velours », Manzanares avait pour lui la grâce, l'élégance, le temple, qui font les grandes figuras. Sa carrière, globalement brillante malgré quelques trous, vaut et par sa durée et par de grandes faenas. 
Adoré du public d'Alicante, alors que le maire l'avait écarté de la feria organisée par la municipalité, le public ovationne « Manzanares » présent dans les gradins, et l'équipe municipale perdra les élections suivantes.
Pour Manuel Lízon, critique taurin et professeur de littérature espagnole, Manzanares est le meilleur torero de l'histoire d'Alicante. Il le juge comme un torero exemplaire à qui il a juste manqué un peu d'ambition».
En 2005, il reçoit la Médaille d'or du mérite des beaux-arts par le Ministère de l'Éducation, de la Culture et des Sports.
Il se retire des arènes après une corrida à Séville le 1er mai 2006. C'est son fils José Maria qui lui coupe la coleta, en pleurant!
Le 28 octobre 2014, il est retrouvé mort à son domicile de Cáceres en Estrémadure.
Son fils, José María Dolls Samper, est lui-aussi matador, sous le même apodo.
Francis Marmande a rendu compte de l'ensemble de sa carrière dans Le Monde du 31 octobre 2014. Il était très aimé des aficionados toreristas, c'est-à-dire amateurs d'esthétique.

## Carrière

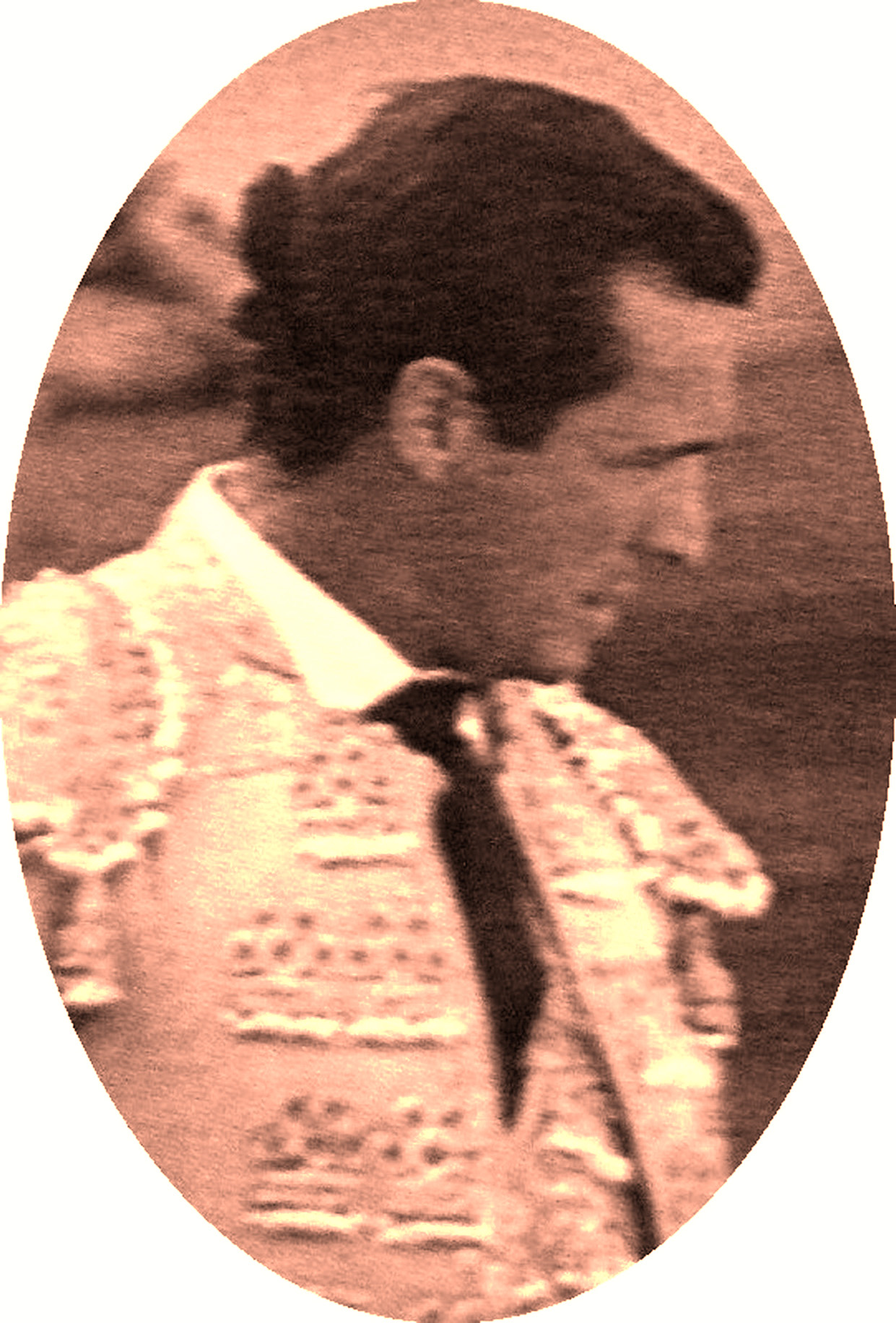
Manzanares

- Débuts en novillada sans picadors en 1969 à Andújar (Espagne, province de Jaén).
- Débuts en novillada avec picadors à Benidorm (Espagne, province d’Alicante) le 24 mai 1970 ; novillos de Sánchez Arjona.
- Alternative à Alicante le 24 juin 1971 ; parrain Luis Miguel Dominguín, témoin « El Viti » ; taureaux de Don Atanasio Fernández.
- Confirmation d’alternative à Madrid le 18 mai 1972 ; parrain Palomo Linares, témoin Eloy Cavazos ; taureaux de Garzón.
- Premier de l’escalafón en 1977 et 1984.